# Massimo Giovanelli
Massimo Giovanelli (Noceto, 1º marzo 1967) è un ex rugbista a 15 e dirigente sportivo italiano, 37 volte capitano della nazionale, nella quale vanta 60 presenze nel ruolo di terza linea e la convocazione in tre edizioni della Coppa del Mondo.

## Biografia
Giovanelli crebbe nelle giovanili del Noceto, club del centro in provincia di Parma nel quale è nato; esordì in prima squadra nel 1984 in un match di campionato contro Roma.
Nel 1989 esordì in Nazionale in un test match contro lo Zimbabwe, sotto la guida tecnica di Bertrand Fourcade, e poco dopo disputò il suo primo match in una competizione ufficiale nel corso della Coppa FIRA 1989-90 a Mosca contro l'Unione Sovietica.
Dopo sette stagioni al Noceto, fu ingaggiato dal Milan, con il quale vinse tre titoli di campione d'Italia fino al 1997.
Nello stesso anno del suo trasferimento a Milano disputò anche la Coppa del Mondo di rugby 1991 in Inghilterra, durante la quale scese in campo da titolare in due incontri.
Prese parte anche alla Coppa del Mondo di rugby 1995 in Sudafrica e alla vittoria dell'edizione Coppa FIRA 1995/97, in cui l'Italia si laureò campione d'Europa battendo per la prima volta nella sua storia la Francia nella finale di Grenoble.
Nel 1997 Giovanelli si trasferì in Francia, dapprima al Paris Université Club Rugby, il centro universitario sportivo parigino, e nel 1998 al Narbonne.

Giovanelli (a sinistra) e Alessandro Troncon in maglia azzurra nel 2000

Nel 1999 partecipò alla sua terza consecutiva, e ultima, Coppa del Mondo, in Galles; nel 2000 prese parte alla prima edizione del Sei Nazioni, del quale giocò l'incontro inaugurale, la vittoria per 34-22 sulla Scozia: quella fu anche l'ultima maglia azzurra di Giovanelli, la sessantesima.
Un problema alla retina lo costrinse al ritiro internazionale e ne mise in forse anche il prosieguo di carriera.
Il 17 febbraio 2001 fu iscritto, insieme all'inglese Rory Underwood, nel Twickenham Wall of Fame, elenco di rugbisti celebri che figurano nel museo della Rugby Football Union presso il celebre stadio della capitale inglese.
Nel 2003 si laureò in architettura nella stessa sessione d'esami del suo compagno di Nazionale Paolo Vaccari, e più tardi tornò a giocare nel Colorno, squadra del parmense.
Il 2 maggio 2007, avendo raggiunto il limite di legge per l'attività agonistica, fissato per il rugby a 40 anni, disputò il suo ultimo incontro con la maglia del Colorno; al termine dell'incontro, nel quale rimase in campo per tutti gli 80', Giovanelli fu salutato da tutto lo stadio.
In seguito si propose per la carica di consigliere alle elezioni federali F.I.R. del settembre 2008, denunciando tuttavia irregolarità nella presentazione della documentazione di altri candidati, cosa che a suo dire l'avrebbe sfavorito risultando egli il primo dei non eletti.
È stato il direttore sportivo dell'Amatori Milano, alla cui ricostituzione nel 2002 partecipò dopo la cessione del titolo sportivo della società, avvenuta nel 1998, al Calvisano.
Ha poi ricoperto il ruolo di direttore sportivo dei Crociati Parma fino all fine del campionato 2012-2013, quando la società si è sciolta per problemi finanziari.

## Palmarès
- Coppa FIRA : 1
Italia: 1995-97
- Campionati italiani: 3
Amatori Milano - Milan: 1992-93, 1994-95, 1995-96
- Coppe Italia: 1
Milan: 1994-95